# Jeremy Yasasa
Jeremy Yasasa (27 marzo 1985) è un calciatore papuano, difensore dell'Eastern Stars.

## Carriera

### Club
Ha giocato nella massima serie papuana con Hekari United ed Eastern Stars.

### Nazionale
Con la Nazionale papuana ha giocato alcune partite di qualificazione ai Mondiali 2014.

## Palmarès

### Club

#### Competizioni nazionali
- Campionato di calcio della Papua Nuova Guinea: 2

Hekari United: 2008-2009, 2009-2010

#### Competizioni internazionali
- OFC Champions League: 1

Hekari United: 2009-2010